# 螺旋粉蝨
螺旋粉蝨（学名：Aleurodicus dispersus）为粉蝨科盤粉蝨屬下的一个种。